# Hanfland
Hanfland is een Duits historisch merk van motorfietsen en inbouwmotoren.
De bedrijfsnaam was: Curt Hanfland GmbH Motorenwerk, Berlin.
Hanfland begon voor Duitse begrippen al kort na de Eerste Wereldoorlog (in 1920) met de productie van motorfietsen en 147cc-inbouwmotoren. Daarnaast produceerde men ook het merk Kurier. De inbouwmotoren stonden feitelijk ook aan de wieg van BMW Motorrad, want ze werden toegepast in de Flink-motorfiets die door de (toen nog) Bayerische Flugzeug Werke werd gebouwd. In de eerste jaren kende Hanfland weinig problemen, maar vanaf 1923 doken honderden kleine Duitse bedrijfjes op de markt voor goedkope, lichte vervoermiddelen en werd de concurrentie zo hevig dat de meesten in 1925 de poorten alweer moesten sluiten. Dat gebeurde ook met Hanfland.